# Pericos
Pericos är en ort i Mexiko.   Den ligger i kommunen Rosamorada och delstaten Nayarit, i den centrala delen av landet, 700 km väster om huvudstaden Mexico City. Pericos ligger 7 meter över havet och antalet invånare är 2 222.
Terrängen runt Pericos är mycket platt. Runt Pericos är det ganska tätbefolkat, med 134 invånare per kvadratkilometer. Närmaste större samhälle är San Vicente, 12,4 km sydost om Pericos. Trakten runt Pericos består till största delen av jordbruksmark.